# Snobbery
Snobbery è un cortometraggio muto del 1914 diretto da Al Christie. Prodotto dalla Nestor e distribuito dall'Universal Film Manufacturing Company, il film era interpretato da Ramona Langley, Eddie Lyons, Rose Furness, Stella Adams, Russell Bassett, Donald McDonald, Lee Moran.

## Trama
La Gaiety Company fallisce quando il direttore se ne scappa con la cassa. Ramona, allora, chiede dei soldi alla zia, la signora Van Horn, che, dapprima, si irrita con la nipote per la sua vita che reputa troppo superficiale ma che, poi, cede inviando a Ramona la cifra richiesta. La ragazza, contenta, arriva in tempo alla festa che aveva organizzato, ravvivandola con la sua vivacità, cosa che provoca sempre di più il disgusto della zia, la noia di Dode, una delle ospiti che vuole accalappiare Ned Travis, un altro degli invitati, e l'interesse dello stesso Ned che scopre le doti nascoste di Ramona, apprezzandola sempre di più soprattutto quando questa si trova nei guai. Una delle ospiti, infatti, ha perso una preziosa collana e a Ramona, accusata di averla presa lei, viene impedito di lasciare la casa. Ned, sicuro dell'innocenza della ragazza, si mette a indagare e comincia a sospettare di Dode quando, dopo averla incontrata per caso, vede che dalla borsetta le è caduta la ricevuta di un banco di pegni. Impossessatosi del biglietto, Ned cerca Ramona: la ricevuta è quella della collana scomparsa. Il prezioso monile viene restituito alla legittima proprietaria, Ramona viene scagionata e Dode è pregata di non farsi più vedere. Ned, ormai innamorato, chiede a Ramona di sposarlo.

## Produzione
Il film fu prodotto dalla Nestor Film Company di David Horsley.

## Distribuzione
Distribuito dall'Universal Film Manufacturing Company, il film - un cortometraggio di una bobina - uscì nelle sale cinematografiche statunitensi il 23 gennaio 1914.